# Банатско Аранђелово
Банатско Аранђелово (мађ. Oroszlámos), је насеље у општини Нови Кнежевац, у Севернобанатском округу, у Србији. Према попису из 2022. било је 1004 становника.
Овде се налази црква Св. Архангела Михаила и Гаврила у Банатском Аранђелову.

## Прошлост
Оросламош је 1764. године био православна парохија Чанадског протопрезвитерата.
Аустријски царски ревизор Ерлер је 1774. године констатовао да место Оросламош припада Тамишком округу, Чанадског дистрикта. Становништво је било српско. Када је 1797. године пописан православни клир ту су три свештеника. Пароси, поп Петар Николић (рукоп. 1790) и поп Павле Поповић (1795) знају српски и румунски језик. Међутим, млади ђакон Петар Миладиновић служи се само српским језиком.
Оросламош је поменут 1922. када се наводи да се од 700 добровољаца који су добили земљу у атару села, задржало њих 40 а остали су је продали; извесна конзорција Бетини-Борковић је купила стотине хектара земље.

## Демографија
У насељу Банатско Аранђелово живи 1372 пунолетна становника, а просечна старост становништва износи 41,7 година (39,3 код мушкараца и 44,1 код жена). У насељу има 631 домаћинство, а просечан број чланова по домаћинству је 2,72.
Становништво у овом насељу веома је нехомогено, а у последња три пописа, примећен је пад у броју становника.
|  |

| Демографија | Демографија | Демографија |
| Година      | Становника  | Становника  |
| ----------- | ----------- | ----------- |
| 1948.       | 3.258       |             |
| 1953.       | 3.133       |             |
| 1961.       | 3.189       |             |
| 1971.       | 2.710       |             |
| 1981.       | 2.245       |             |
| 1991.       | 1.912       | 1.901       |
| 2002.       | 1.718       | 1.769       |
| 2011.       | 1.398       |             |
| 2022.       | 1.004       |             |

| Етнички састав према попису из 2002.‍ | Етнички састав према попису из 2002.‍ | Етнички састав према попису из 2002.‍ | Етнички састав према попису из 2002.‍ | Етнички састав према попису из 2002.‍ |
| ------------------------------------ | ------------------------------------ | ------------------------------------ | ------------------------------------ | ------------------------------------ |
|                                      |                                      |                                      |                                      |                                      |
| Срби                                 | Срби                                 |                                      | 912                                  | 53,08%                               |
| Мађари                               | Мађари                               |                                      | 456                                  | 26,54%                               |
| Роми                                 | Роми                                 |                                      | 260                                  | 15,13%                               |
| Југословени                          | Југословени                          |                                      | 16                                   | 0,93%                                |
| Црногорци                            | Црногорци                            |                                      | 7                                    | 0,40%                                |
| Хрвати                               | Хрвати                               |                                      | 5                                    | 0,29%                                |
| Македонци                            | Македонци                            |                                      | 4                                    | 0,23%                                |
| Албанци                              | Албанци                              |                                      | 2                                    | 0,11%                                |
| непознато                            | непознато                            |                                      | 12                                   | 0,69%                                |

| Година пописа     | 1948. | 1953. | 1961. | 1971. | 1981. | 1991. | 2002. |
| ----------------- | ----- | ----- | ----- | ----- | ----- | ----- | ----- |
| Број домаћинстава | 869   | 894   | 954   | 851   | 785   | 684   | 631   |

| Број чланова      | 1   | 2   | 3  | 4   | 5  | 6  | 7 | 8 | 9 | 10 и више | Просек |
| ----------------- | --- | --- | -- | --- | -- | -- | - | - | - | --------- | ------ |
| Број домаћинстава | 166 | 176 | 97 | 111 | 40 | 31 | 7 | 1 | 0 | 2         | 2,72   |

| Пол    | Укупно | Неожењен/Неудата | Ожењен/Удата | Удовац/Удовица | Разведен/Разведена | Непознато |
| ------ | ------ | ---------------- | ------------ | -------------- | ------------------ | --------- |
| Мушки  | 712    | 253              | 393          | 51             | 15                 | 0         |
| Женски | 736    | 150              | 395          | 171            | 17                 | 3         |
| УКУПНО | 1.448  | 403              | 788          | 222            | 32                 | 3         |

| Пол    | Укупно                    | Пољопривреда, лов и шумарство | Рибарство                            | Вађење руде и камена | Прерађивачка индустрија       |
| ------ | ------------------------- | ----------------------------- | ------------------------------------ | -------------------- | ----------------------------- |
| Мушки  | 350                       | 224                           | 2                                    | 0                    | 48                            |
| Женски | 219                       | 122                           | 1                                    | 0                    | 31                            |
| УКУПНО | 569                       | 346                           | 3                                    | 0                    | 79                            |
| Пол    | Производња и снабдевање   | Грађевинарство                | Трговина                             | Хотели и ресторани   | Саобраћај, складиштење и везе |
| Мушки  | 3                         | 30                            | 17                                   | 3                    | 6                             |
| Женски | 1                         | 2                             | 17                                   | 3                    | 2                             |
| УКУПНО | 4                         | 32                            | 34                                   | 6                    | 8                             |
| Пол    | Финансијско посредовање   | Некретнине                    | Државна управа и одбрана             | Образовање           | Здравствени и социјални рад   |
| Мушки  | 0                         | 1                             | 4                                    | 5                    | 4                             |
| Женски | 1                         | 1                             | 3                                    | 12                   | 20                            |
| УКУПНО | 1                         | 2                             | 7                                    | 17                   | 24                            |
| Пол    | Остале услужне активности | Приватна домаћинства          | Екстериторијалне организације и тела | Непознато            | Непознато                     |
| Мушки  | 1                         | 0                             | 0                                    | 2                    | 2                             |
| Женски | 3                         | 0                             | 0                                    | 0                    | 0                             |
| УКУПНО | 4                         | 0                             | 0                                    | 2                    | 2                             |

## Галерија
- Зграда основне школе
- Спомен биста Краљу Александру
- Споменик палим борцима у НОБ-у
- Црква Светих Архангела Михаила и Гаврила
- Дом културе
- Капела на гробљу
- Улица у селу